# Gończy serbski trójkolorowy
Gończy serbski trójkolorowy – rasa psa, należąca do grupy psów gończych i posokowców, zaklasyfikowana do sekcji psów gończych.

## Rys historyczny
Rasa powstała w XIX wieku. Jej przodkami były psy gończe i charty. Pochodzenie gończego serbskiego trójkolorowego jest podobne jak w przypadku pozostałych gończych na Bałkanach. W 1946 zaczęła się dyskusja czy jest to samodzielna rasa czy wariant gończego serbskiego zakończona decyzją o uznaniu osobnej rasy. Na wystawie międzynarodowej w Belgradzie zorganizowanej 7 - 8 czerwca 1950 roku zaprezentowano psy tej rasy, a 25 lipca 1961 roku FCI uznała rasę i opublikowała jej standard. 

## Wygląd
Pies średniej wielkości, dobrze zbudowany i wytrzymały. W kolorze płomiennie czerwonym, czarnym i białym. Rasę tę charakteryzują grube, opadające uszy, mocne uda i mocne, grube opuszki. Sierść krótka.

## Zachowanie i charakter
Aktywny i posłuszny. Nietresowany może mieć skłonność do długiej pogoni za zwierzyną.

## Użytkowość
Pies jest dobrym myśliwym do polowań na dziki i drobną zwierzynę.

## Popularność
Gończy ten występuje w południowych regionach byłej Jugosławii. Nie jest jednak zbyt często spotykany.